# هلنا پیلچیک
هلنا پیلچیک (انگلیسی: Helena Pilejczyk؛ زادهٔ ۱ آوریل ۱۹۳۱) اسکیت‌باز سرعت اهل لهستان است.